# Рододендрон ржавый
Рододе́ндрон ржа́вый (лат. Rhododéndron ferrugíneum) — кустарник родом из Южной Европы, вид рода Рододендрон (Rhododendron) семейства Вересковые (Ericaceae). Лектотип рода.

## Ботаническое описание

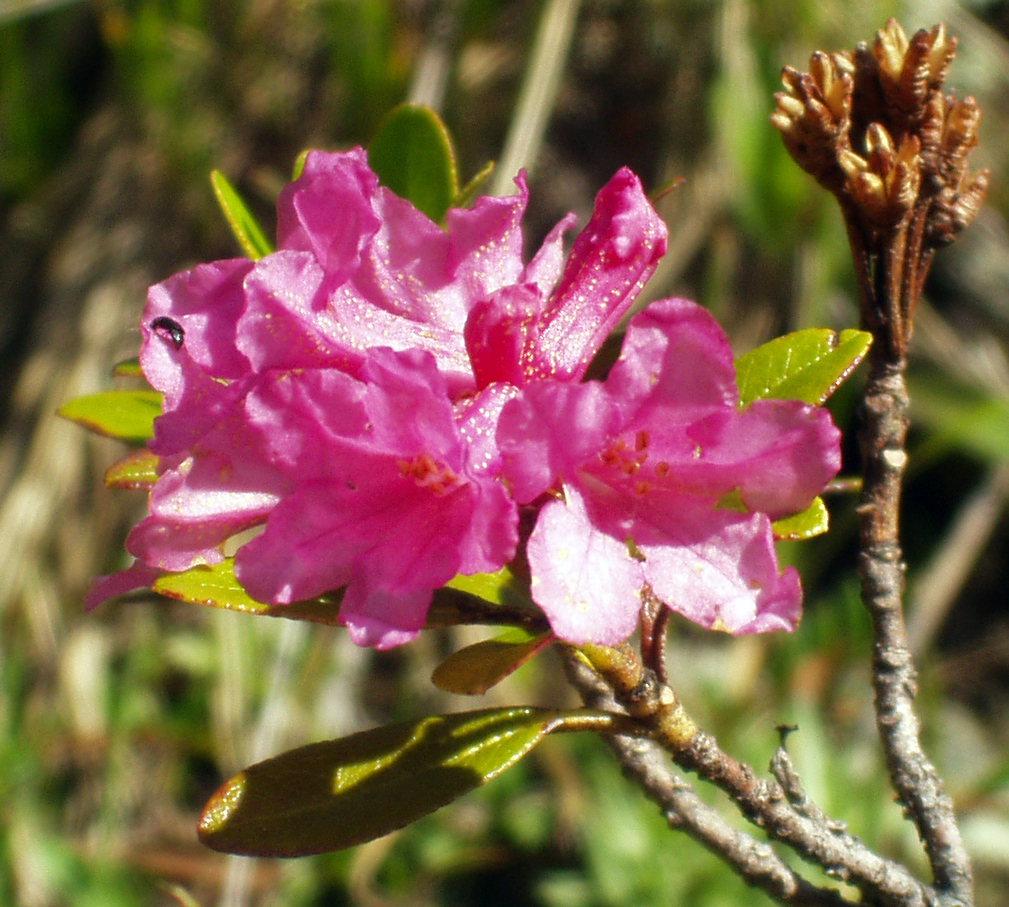
Соцветие рододендрона

Рододендрон ржавый — ветвистый вечнозелёный кустарник с прямостоячими или приподнимающимися ветвями, обычно не превышающий 1,2—1,5 м в высоту. Молодые веточки мелкочешуйчатые. Листья эллиптические, с цельным подвёрнутым краем, верхняя поверхность тёмно-зелёная, голая и блестящая, нижняя — с многочисленными ржаво-бурыми чешуйками.
Соцветие зонтиковидное, состоит из 6—10 цветков. Венчик колокольчатый, ярко-розовый, редко белый, лепестки около 1,5 см длиной, с внешней стороны обычно опушённый. Чашечка небольшая, с заметными жилками, чешуйчато-реснитчатая. Тычинки в количестве 10. Завязь пятигнёздная, пестик голый.
Плод — пятиребристая мелкочешуйчатая коробочка около 6 мм длиной с многочисленными мясистыми семенами.

## Экология
Альпийский кустарник, произрастающий на кислых почвах в присутствии сосны на высоте до 2840 метров над уровнем моря. В последнее время вследствие ограниченного использования альпийских лугов в качестве пастбищ популяции рододендрона заметно увеличились. Размножается в основном самоопылением, однако растения в возрасте около 50 лет нередко размножаются вегетативно. Ветки, прижимаемые к земле снегом, легко укореняются. Как следствие, генетическое разнообразие рододендронов очень низко.
Самому старому экземпляру рододендрона, растущему во Франции, предположительно, более 300 лет.

## Ареал
Рододендрон ржавый произрастает в горах Южной Европы — Пиренеях, Апеннинах, Альпах, Динарах, Юра. Натурализован на Кралицки-Снежнике.

## В культуре
В местах естественного произрастания рододендрон ржавый зимует под толстым слоем снега, поэтому ему не нужно обладать повышенной устойчивостью к суровым морозам. Это вызывает трудности при выращивании в тех районах, где зимой не всегда выпадает большое количество снега. Жаркое лето тоже может погубить рододендрон ржавый, но, несмотря на это, он был первым видом рододендрона, использовавшимся в Европе в качестве декоративного растения. Известно, что еще в 1752 году его использовали в Англии, где прохладный умеренный климат прекрасно подходит для этого растения. В настоящее время этот вид успешно выращивается в Финляндии в Арборетуме Мустила. В условиях Нижегородской области зимостоек при наличии высокого снегового покрова, цветёт и плодоносит.
Чрезвычайно ядовит для жвачных животных.

## Таксономия

### Синонимы
- Azalea ferruginea (L.) Kuntze, 1891
- Chamaerhododendron ferrugineum (L.) Bubani, 1899
- Plinthochroma ferruginea (L.) Dulac, 1867
- Rhododendron germanicum var. ferrugineum (L.) Hoppe, 1837